# Génicourt
Pour les articles homonymes, voir Génicourt (homonymie).
Génicourt est une commune française située dans le département du Val-d'Oise en région Île-de-France, sur une vaste plaine agricole. Ses habitants sont appelés les Génicourtois.

## Géographie

### Description

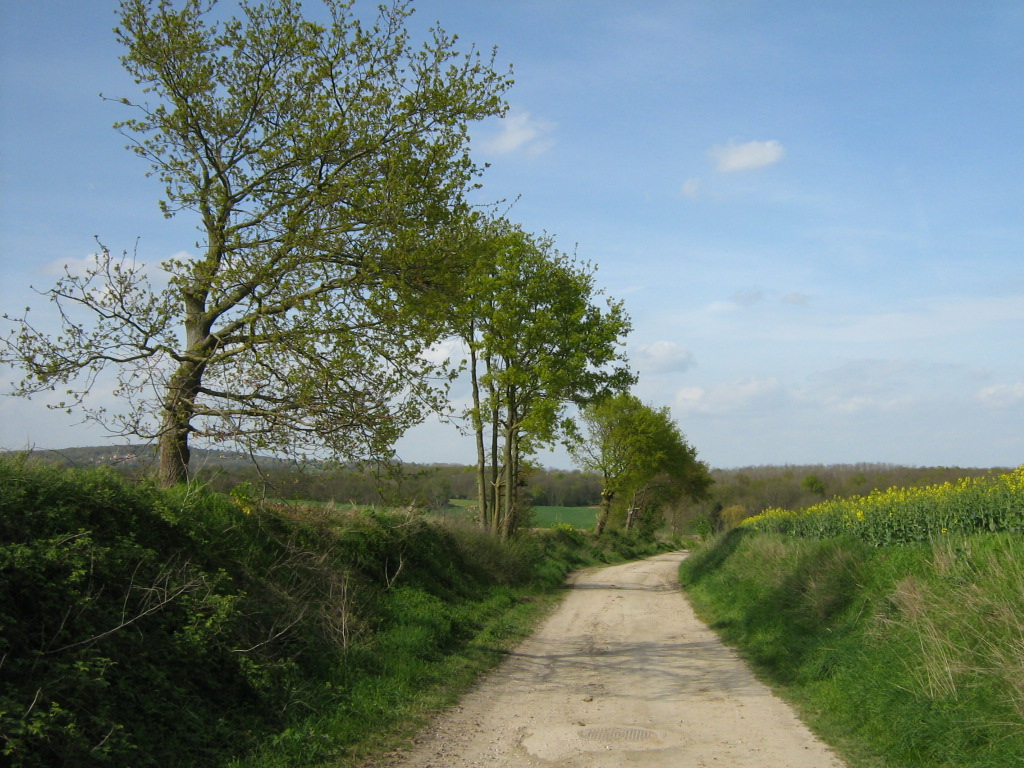
Sentier au nord du village.

Le village se situe sur le plateau agricole du Vexin français et dans le parc naturel régional du même nom, au nord de l'agglomération de Cergy-Pontoise, à 40 kilomètres au nord-ouest de Paris.
L'aérodrome de Pontoise-Cormeilles jouxte le territoire communal à son extrémité nord-ouest.
Génicourt est desservie par : 
- l'ancienne Route nationale 15 (actuelle RD 915), qui ne passe pas par le centre village mais par l'ouest et mène vers le nord-ouest à Marines, Gisors et Dieppe et vers le sud-est à Cergy-Pontoise et Paris ;
- la RD 22 venant de Carrières-sous-Poissy (Yvelines) et Boissy-l'Aillerie et continuant vers le nord à Grisy-les-Plâtres et se terminant près Hénonville dans le département de l'Oise ;
- la RD 79 qui commence à Génicourt et permet notamment de relier les communes de Livilliers et Hérouville-en-Vexin.

Plusieurs lignes du réseau de bus du Vexin desservent le village :
- 95.06 Arronville, Lavoir ↔ Cergy, Préfecture / RER via Pontoise, Place du Général de Gaulle ;
- 95.08 Chars, Centre-Ville ↔ Cergy, Préfecture / RER via Pontoise, Place du Général de Gaulle ;
- 95.08 Marines, Collège Les Hautiers ↔ Pontoise, Place du Général de Gaulle ;
- 95.12 Berville, Lavoir ↔ Cergy, Préfecture / RER via Pontoise, Place du Général de Gaulle ;
- 95.33 Marines, Collège Les Hautiers ↔ Génicourt, Rue des Fossettes.

### Communes limitrophes
Génicourt est bordée par les communes de Livilliers, Osny, Boissy-l'Aillerie, Épiais-Rhus, Grisy-les-Plâtres et Cormeilles-en-Vexin. Génicourt touche en outre à Ennery en un quadripoint, mais ne possède pas de limites communes avec cette ville.
| Cormeilles-en-Vexin | Grisy-les-Plâtres | Épiais-Rhus |
| Boissy-l'Aillerie   | Génicourt         | Livilliers  |
|                     | Osny              |             |

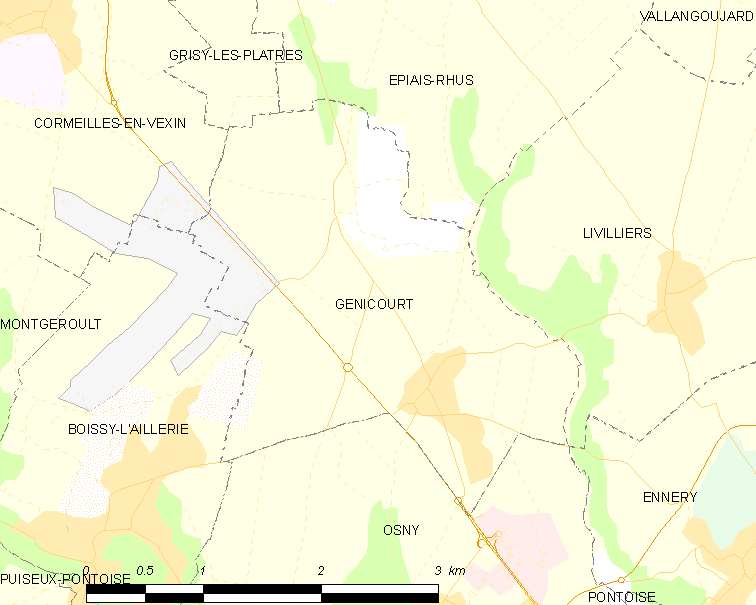
Carte de la commune.
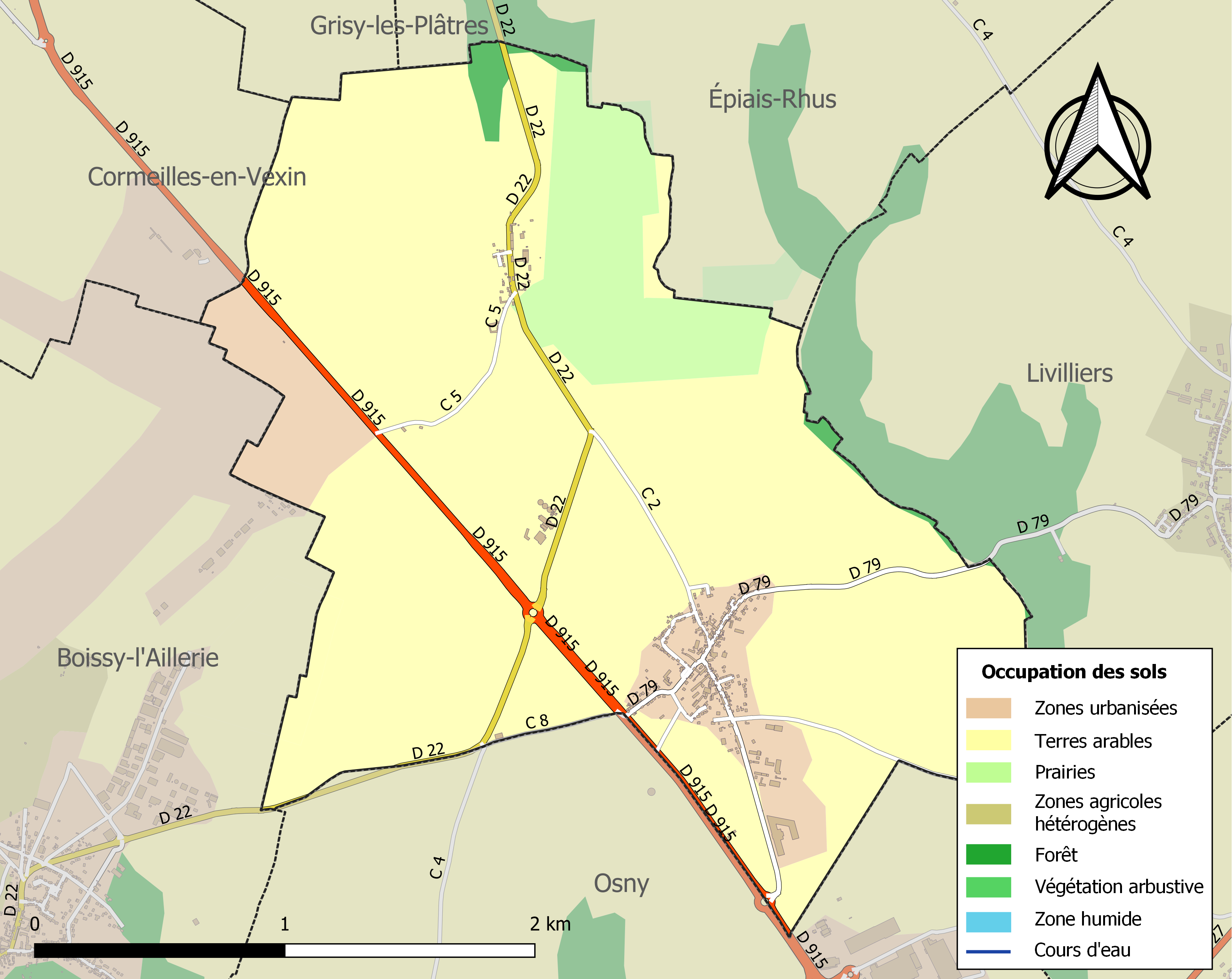
Occupation des sols.

### Climat
Pour des articles plus généraux, voir Climat de l'Île-de-France et Climat du Val-d'Oise.
En 2010, le climat de la commune est de type climat océanique dégradé des plaines du Centre et du Nord, selon une étude du CNRS s'appuyant sur une série de données couvrant la période 1971-2000. En 2020, Météo-France publie une typologie des climats de la France métropolitaine dans laquelle la commune est exposée à un climat océanique et est dans la région climatique Sud-ouest du bassin Parisien, caractérisée par une faible pluviométrie, notamment au printemps (120 à 150 mm) et un hiver froid (3,5 °C).
Pour la période 1971-2000, la température annuelle moyenne est de 11,2 °C, avec une amplitude thermique annuelle de 14,9 °C. Le cumul annuel moyen de précipitations est de 687 mm, avec 11 jours de précipitations en janvier et 7,7 jours en juillet. Pour la période 1991-2020, la température moyenne annuelle observée sur la station météorologique la plus proche, située sur la commune de Boissy-l'Aillerie à 4 km à vol d'oiseau, est de 11,2 °C et le cumul annuel moyen de précipitations est de 635,8 mm,. Pour l'avenir, les paramètres climatiques de la commune estimés pour 2050 selon différents scénarios d'émission de gaz à effet de serre sont consultables sur un site dédié publié par Météo-France en novembre 2022.
| Mois                                  | jan.             | fév.           | mars           | avril           | mai           | juin          | jui.          | août          | sep.            | oct.          | nov.             | déc.           | année      |
| ------------------------------------- | ---------------- | -------------- | -------------- | --------------- | ------------- | ------------- | ------------- | ------------- | --------------- | ------------- | ---------------- | -------------- | ---------- |
| Température minimale moyenne (°C)     | 1,6              | 1,4            | 3,2            | 4,8             | 8,2           | 11            | 12,9          | 12,8          | 10              | 7,7           | 4,4              | 2,1            | 6,7        |
| Température moyenne (°C)              | 4,3              | 4,8            | 7,6            | 10,2            | 13,6          | 16,7          | 18,9          | 18,8          | 15,5            | 11,9          | 7,5              | 4,7            | 11,2       |
| Température maximale moyenne (°C)     | 7                | 8,2            | 12             | 15,6            | 19            | 22,3          | 24,9          | 24,9          | 21              | 16            | 10,7             | 7,4            | 15,8       |
| Record de froid (°C) date du record   | −17,8 17.01.1985 | −15,4 07.02.12 | −11,1 13.03.13 | −4,6 12.04.1986 | −1,6 06.05.19 | 1 05.06.1991  | 4 01.07.1960  | 3,1 26.08.18  | −0,6 20.09.1952 | −5,2 28.10.03 | −10,2 24.11.1998 | −16 07.12.1969 | −17,8 1985 |
| Record de chaleur (°C) date du record | 15,5 05.01.1999  | 20 27.02.19    | 25,6 31.03.21  | 29,3 18.04.1949 | 32,5 27.05.05 | 37,1 27.06.11 | 41,6 25.07.19 | 39,2 12.08.03 | 35,5 08.09.23   | 28,8 01.10.11 | 21,7 01.11.14    | 17,4 07.12.00  | 41,6 2019  |
| Précipitations (mm)                   | 54,1             | 45,9           | 46,9           | 43,9            | 59,8          | 50,2          | 51,6          | 55,4          | 46,7            | 58,2          | 54,8             | 68,3           | 635,8      |

## Urbanisme

### Typologie
Au 1er janvier 2024, Génicourt est catégorisée commune rurale à habitat dispersé, selon la nouvelle grille communale de densité à sept niveaux définie par l'Insee en 2022.
Elle est située hors unité urbaine. Par ailleurs la commune fait partie de l'aire d'attraction de Paris, dont elle est une commune de la couronne,. Cette aire regroupe 1 929 communes,.

## Toponymie
Le nom de la localité est attesté sous les formes Jherincurt, Gainericorth, Jerincuria au IXe siècle, Gerincorth au  XIIe siècle, Gerincort, Genicourt au XIIIe siècle.
Il s'agit, selon les formes anciennes, d'une formation toponymique médiévale en -court au sens ancien de « domaine rural » (terme issu du gallo-roman *CORTE ou *CURTE), précédé d'un nom de personne germanique, comme dans presque tous les cas.
Ernest Nègre propose l'anthroponyme germanique Gerinus, devenu Genin par attraction de ce dernier nom de personne.

## Histoire
Il est difficile de déterminer depuis quand le territoire de Génicourt est habité, et ce à cause d'un manque de documents sérieux. Des silex taillés et polis ont néanmoins été retrouvés dans les champs environnants le village[réf. nécessaire].
Génicourt a toujours été un lieu de passage important, voire de campement pour les troupes ennemies qui se dirigent vers Pontoise ou Paris aux XVe et XVIe siècles.
Le «Château» de Génicourt, voit des personnalités plus ou moins importantes se relayer à sa porte, comme Nicolas Brûlart en 1605, marquis de Sillery, vicomte de Puisieux, conseiller du Roi et seigneur de Génicourt, Gérocourt et Marines ; ou encore son fils, Pierre Brûlart, négociateur du mariage de Louis XIII avec Anne d'Autriche. Les Brûlart de Sillery donnent à Génicourt son blason[réf. nécessaire].
En 1691, le village est transféré de l'élection de Gisors à celle de Pontoise, comme de nombreuses autres paroisses de la région. À cette époque, Génicourt est un village agricole prospère qui alimente le moulin de Pontoise en céréales.
Le 24 juin 1840, Gérocourt est rattachée à Génicourt, petit village situé au nord-ouest de Génicourt sur la RD 22, ce qui augmente la population de la commune de 30 %.
Génicourt  connait un essor remarquable au début du XXe siècle. Le village est équipé d'un réseau de distribution d'électricité dès 1914. L'artisanat y est alors relativement développé, la commune accueillant des cultivateurs, un maréchal-ferrant, un tonnelier, un charron, un menuisier et un maçon. La ferme de Gérocourt posséde même sa distillerie et transforme les betteraves en alcool.
On peut également y voir à cette époque une petite activité commerciale, avec deux bistrots, un épicier, un débit de tabac et un marchand de lait. Les autres commerçants (boulanger, boucher, charcutier et poissonnier) sont ambulants.
Fait étonnant pour une si petite commune, la première piscine publique du Val-d'Oise est installée à Génicourt : les bassins sont aménagés en 1947 et sont couverts en 1982. La piscine accueille alors jusqu'à 6 000 visiteurs par mois. L'apprentissage de la natation et l'agrément d'un lieu de loisirs sont ses attributs majeurs, mais elle est aussi utilisée pour la kinésithérapie en milieu aquatique. Cependant, à la fin du XXe siècle l'établissement ne respecte plus les nouvelles normes européennes, et le coût des travaux étant trop lourd, l'avenir de la piscine est compromis. La tempête de décembre 1999 cause des dégâts importants au bâtiment et précipite sa fermeture[réf. nécessaire].

## Politique et administration

### Rattachements administratifs et électoraux

#### Rattachements administratifs
Antérieurement à la loi du 10 juillet 1964, la commune faisait partie du département de Seine-et-Oise. La réorganisation de la région parisienne en 1964 fit que la commune appartient désormais au département du Val-d'Oise et à son arrondissement de Pontoise après un transfert administratif effectif au 1er janvier 1968.
Elle faisait partie de 1801 à 1976 du canton de Pontoise, année où elle rejoint le canton de la Vallée-du-Sausseron. Dans le cadre du redécoupage cantonal de 2014 en France, cette circonscription administrative territoriale a disparu, et le canton n'est plus qu'une circonscription électorale.

#### Rattachements électoraux
Pour les élections départementales, la commune est membre depuis 2014 du canton de Pontoise
Pour l'élection des députés, elle fait partie de la première circonscription du Val-d'Oise.

### Intercommunalité
Génicourt est membre fondateur de la communauté de communes Sausseron Impressionnistes, un établissement public de coopération intercommunale (EPCI) à fiscalité propre créé fin 2002 et auquel la commune a transféré un certain nombre de ses compétences, dans les conditions déterminées par le code général des collectivités territoriales.

### Liste des maires
| Période                                  | Période                       | Identité                | Étiquette | Qualité                                                                                                   |
| ---------------------------------------- | ----------------------------- | ----------------------- | --------- | --- |
| Les données manquantes sont à compléter. |                               |                         |           | |
| 1795                                     | 1795                          | André Lavocat           |           | Cultivateur                                                                                               |
| 1795                                     | 1797                          | Henri Ogier             |           | Agent municipal                                                                                           |
| 1797                                     | 1798                          | Nicolas Aubin Guillard  |           | Agent municipal                                                                                           |
| 1798                                     | 1798                          | Nicolas Fournier        |           | Agent municipal                                                                                           |
| 1798                                     | 1799                          | Pierre Etienne Maitre   |           | Agent municipal, cultivateur                                                                              |
| 1799                                     | 1800                          | Pierre Roch Caffin      |           | Agent municipal                                                                                           |
| 1800                                     | 1821                          | Claude Séjourné         |           | |
| 1821                                     | 1825                          | Pierre Etienne Maitre   |           | |
| 1825                                     | 1831                          | Claude Séjourné         |           | |
| 1831                                     | 1836                          | Jean François Deaubonne |           | Cultivateur                                                                                               |
| 1837                                     | 1860                          | Jean Pierre Deschamps   |           | |
| 1861                                     | 1891                          | André Rousselle         |           | Décédé en fonction                                                                                        |
| 1891                                     | 1911                          | Gustave Rousselle       |           | Président de la Société d'agriculture et d'horticulture de Pontoise, fils du précédent Décédé en fonction |
| 1911                                     | 1912                          | Marcel Benard           |           | Élu à la suite du décès du précédent                                                                      |
| 1912                                     | 1929                          | Henri Durand            |           | |
| 1929                                     |                               | Charles Jorel           |           | |
| Les données manquantes sont à compléter. |                               |                         |           | |
| mars 2001                                | juillet 2020                  | Annie Poucet            | SE        | |
| juillet 2020                             | En cours (au 2 décembre 2020) | Olivier Deslandes       |           | |

## Population et société

### Démographie
L'évolution du nombre d'habitants est connue à travers les recensements de la population effectués dans la commune depuis 1793. Pour les communes de moins de 10 000 habitants, une enquête de recensement portant sur toute la population est réalisée tous les cinq ans, les populations de référence des années intermédiaires étant quant à elles estimées par interpolation ou extrapolation. Pour la commune, le premier recensement exhaustif entrant dans le cadre du nouveau dispositif a été réalisé en 2005.

En 2022, la commune comptait 515 habitants, en évolution de −2,09 % par rapport à 2016 (Val-d'Oise : +4 %, France hors Mayotte : +2,11 %).
| 1793 | 1800 | 1806 | 1821 | 1831 | 1836 | 1841 | 1846 | 1851 |
| ---- | ---- | ---- | ---- | ---- | ---- | ---- | ---- | ---- |
| 177  | 148  | 155  | 198  | 192  | 171  | 189  | 194  | 217  |

| 1856 | 1861 | 1866 | 1872 | 1876 | 1881 | 1886 | 1891 | 1896 |
| ---- | ---- | ---- | ---- | ---- | ---- | ---- | ---- | ---- |
| 228  | 223  | 219  | 218  | 214  | 222  | 228  | 231  | 266  |

| 1901 | 1906 | 1911 | 1921 | 1926 | 1931 | 1936 | 1946 | 1954 |
| ---- | ---- | ---- | ---- | ---- | ---- | ---- | ---- | ---- |
| 222  | 228  | 262  | 268  | 299  | 301  | 324  | 341  | 373  |

| 1962 | 1968 | 1975 | 1982 | 1990 | 1999 | 2005 | 2006 | 2010 |
| ---- | ---- | ---- | ---- | ---- | ---- | ---- | ---- | ---- |
| 331  | 345  | 335  | 373  | 520  | 544  | 528  | 520  | 489  |

| 2015 | 2020 | 2022 | - | - | - | - | - | - |
| ---- | ---- | ---- | - | - | - | - | - | - |
| 524  | 514  | 515  | - | - | - | - | - | - |

En 1801, Génicourt compte 148 habitants et Gérocourt 42.

### Enseignement
Les enfants du village sont scolarisés au sein d'un regroupement pédagogique intercommunal qui rassemble les communes de Génicourt, Livilliers et Hérouville. L'école communale Pierre-Lefevre accueille en 2020 les élèves du groupement pour les classes de CE1, CE2, CM1 et CM2

### Culture
Une bibliothèque est ouverte depuis janvier 1993 dans les locaux du centre socio-culturel et est gérée par une équipe de bénévoles ; elle offre aux habitants du village ainsi qu'à ceux des communes avoisinantes un accès à plus de 4 000 livres ainsi qu'à des documents multimédias (cassettes, CD, CD-ROM) dans une surface de 50 m2. Elle est un point de dépôt de la bibliothèque départementale de prêt (BDP) du Val-d'Oise.

## Économie
Le siège et le dépôt du réseau de bus Cergy-Pontoise Confluence et auparavant de la STIVO, société de transport en commun exploitant les lignes de bus de l'agglomération de Cergy-Pontoise, sont implantés sur le territoire de la commune. Le village possède également un hôtel des Ventes.

## Culture locale et patrimoine

### Lieux et monuments

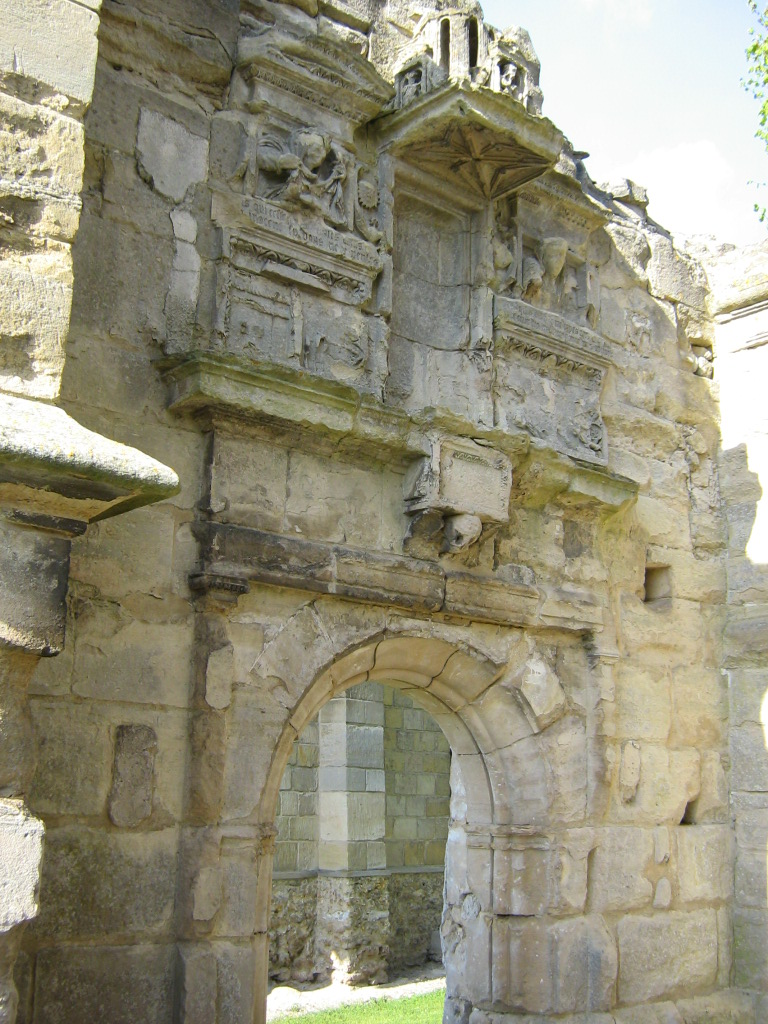
Portail sud Renaissance de l'ancienne église du XIIe siècle.

Génicourt compte un monument historique sur son territoire :
- Portail de l'ancienne église Saint-Pierre-et-Saint-Paul, rue des Fossettes, près du carrefour avec la RD 79 (classé monument historique par arrêté du 4 mars 1944[30]) : Cette église a été démolie en 1905, hormis le portail du bas-côté sud richement sculpté dans le style de la Renaissance, remontant au XVIe siècle. L'église datant des XIIe et XVIe siècles était de plan cruciforme avec nef, chœur rectangulaire, transept plus étroit que le vaisseau central et deux travées formant deux chapelles latérales. Mais le manque d'entretien provoqua des désordres dans la toiture et dans les murs de cet édifice dus au poids du clocher central. Dès 1830, elle doit être fermée au culte pour cause de danger. Du fait que Génicourt ne soit alors pas une paroisse, la restauration ne peut être financée ni par l'État, ni par le diocèse. Au bout d'une séance animée, le conseil municipal décide unanimement de sa destruction en 1904, ce qui ne reste pas sans susciter des polémiques. En effet, ni l'administration départementale, ni la commission des antiquités et des arts ne sont prévenues. La nouvelle église, sans caractère, coûte vraisemblablement beaucoup plus cher que n'aurait coûté la restauration de l'ancienne. - Outre le portail Renaissance déjà bouché au moment de la démolition de l'église, ne restent qu'un contrefort et divers éléments récupérés à l'intérieur tels que des statues, une pierre tombale, les fonts baptismaux (XVe ou XVIe siècle), les cloches, etc.[31],[32],[33].

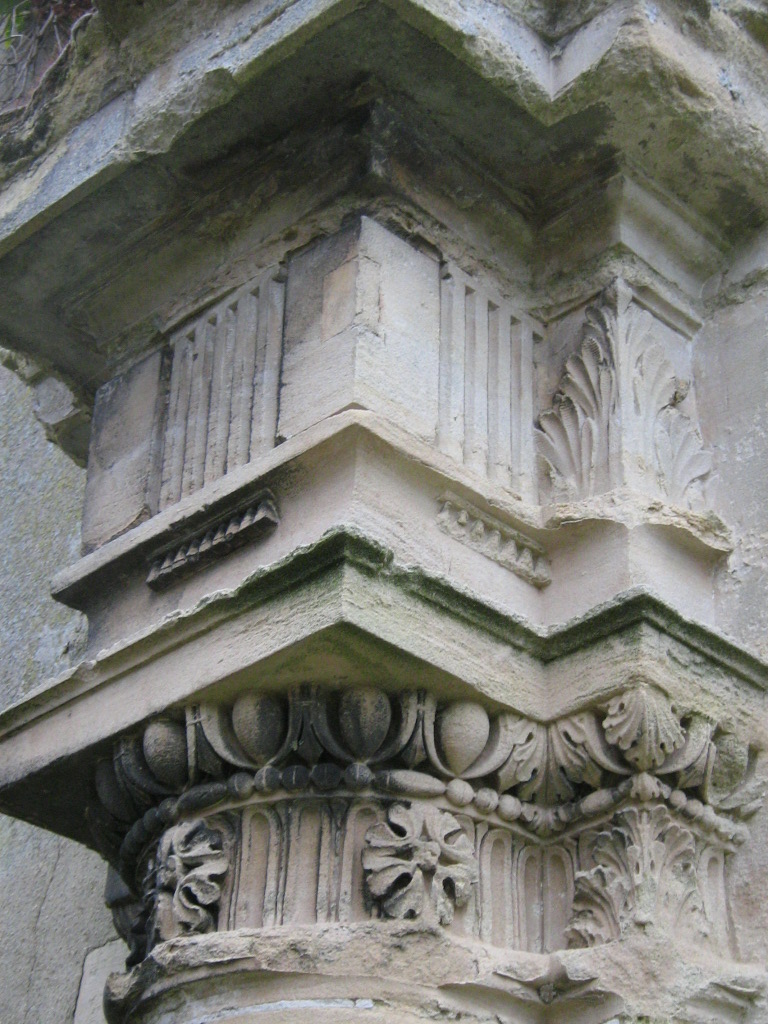
Chapiteau de l'ancienne église.
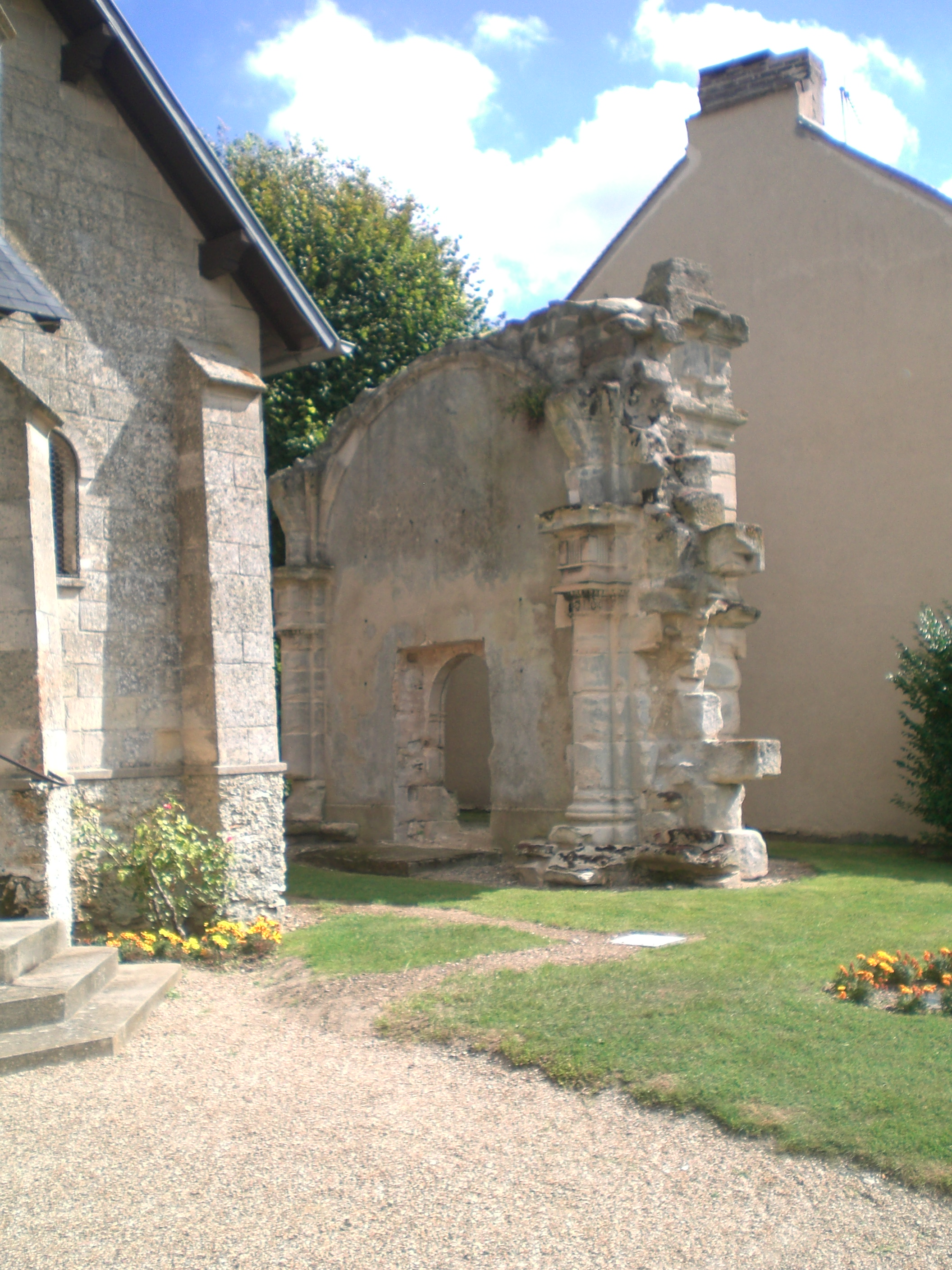
Face intérieure du portail Renaissance.

On peut également signaler : 
- Église Saint-Pierre-et-Saint-Paul : Bâtie en remplacement de l'église précédente, elle est consacrée en 1905 et aura occasionné davantage de frais à la commune que n'aurait coûté la restauration de l'ancienne église. Le nouvel édifice occupe à peu près l'emplacement de l'ancien. Il est de plan rectangulaire avec un chevet plat. Le clocher en charpente s'élève au-dessus de la façade occidentale, avec une haute flèche couverte d'ardoise. Deux baies abat-son gémelées sont percées dans la façade, en dessous du clocher, ce qui donne l'impression de la superposition de deux petits clochers[33].
- Ancien relais de poste dit la Maison Blanche, près de la RD 15 à l'entrée ouest du village : Établi sur l'ancienne route nationale 15, il date du XVIIIe siècle et était considéré comme écart de Génicourt, avant que l'extension du village ne le fasse fusionner avec de dernier. L'atelier du maréchal-ferrant jouxtait directement le relais de poste.
- Petit pont de l'Arche, à mi-chemin entre Génicourt et Gérocourt, à l'est de la RD 22 actuelle : Ce pont du XVIIIe siècle enjambe un ruisseau et provient encore de l'ancienne route royale de Poissy à Beauvais[33].
- Chapelle Notre-Dame-des-Neiges de Gérocourt : Chapelle privative de la famille Bénard, cultivateurs à Gérocourt, elle remplace une ancienne église elle aussi disparue, à l'instar de celle de Génicourt. Elle est construite en 1856 dans le style néoroman d'après les plans de l'architecte Charles Brouty, qui lui donne toutefois une décoration intérieure de style néo-Renaissance. La statue de la Vierge à l'Enfant datée du (XVIe siècle) provient sans doute de l'ancienne église. La chapelle abrite également le caveau familial des Bénard. Après une période d'abandon, l'édifice est racheté par la commune qui la fait restaurer[33].
- Ferme de Gérocourt, 6 rue Saint-Mellon (RD 22) : Grande ferme construite en 1862 pour son propriétaire M. Rousselle, selon des principes architecturaux modernes pour leur époque. Ainsi, la grange possède à l'intérieur l'une des premières charpentes à longue portée, en appliquant une technique d'assemblage des grands arcs mise au point par le colonel Emy. Dans un bâtiment d'exploitation, une structure porteuse en fonte avec une riche ornementation a été réemployée, provenant peut-être de l'une des expositions universelles[33].

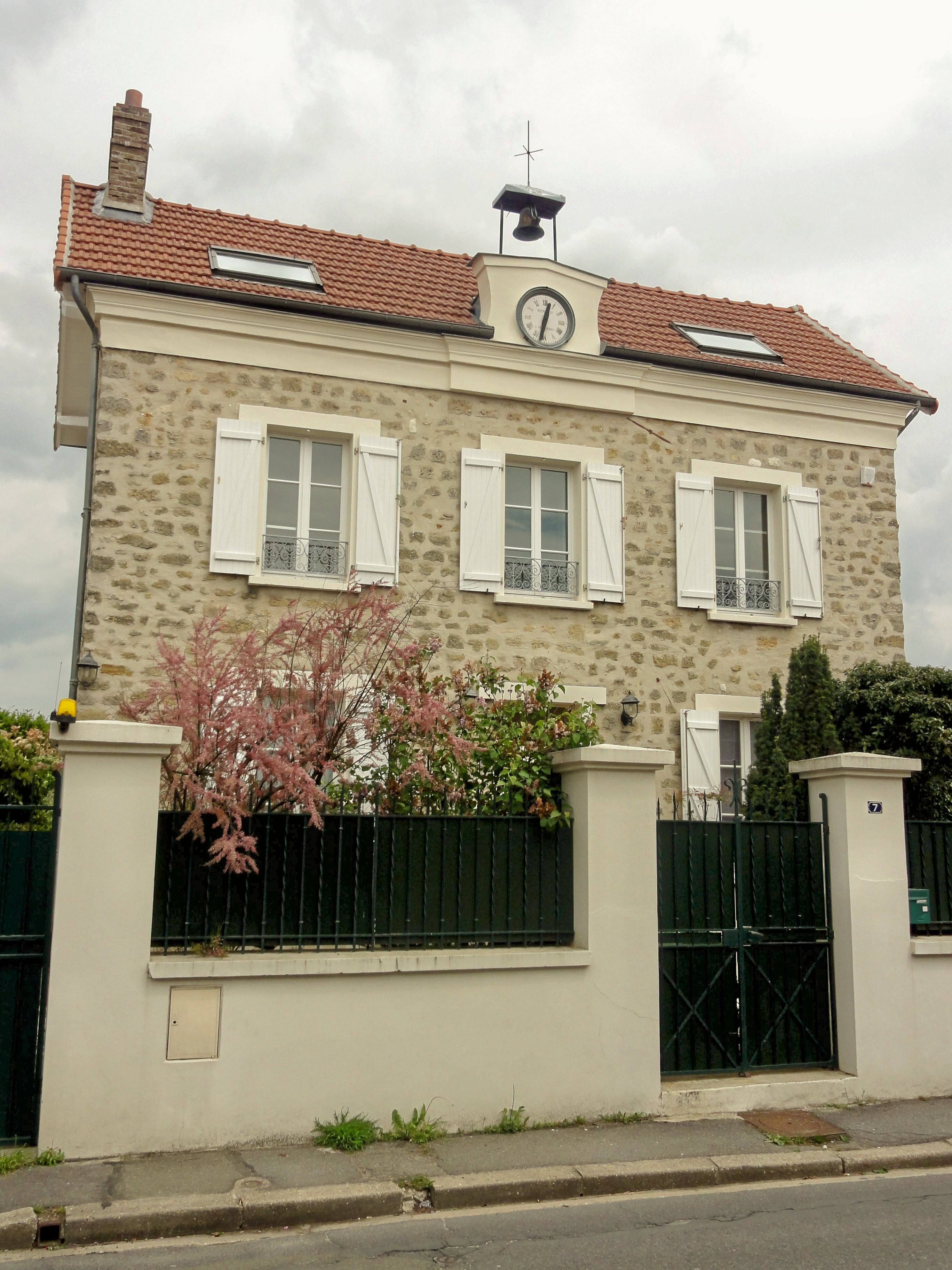
L'ancienne mairie
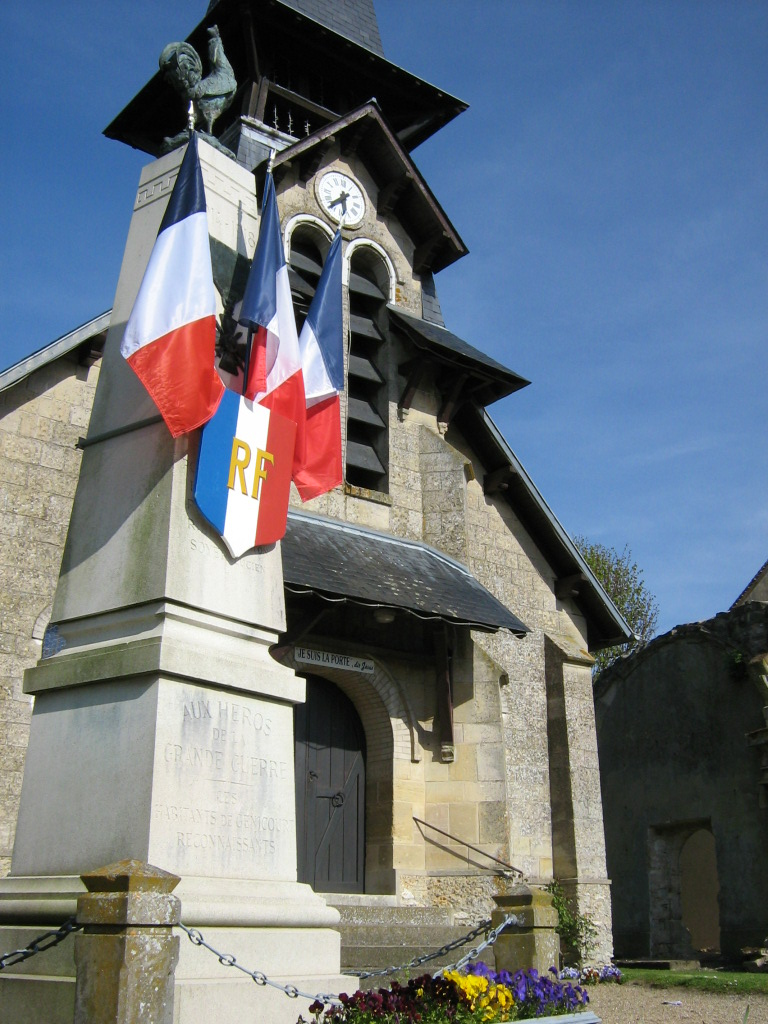
Portail de l'église et monument aux morts.
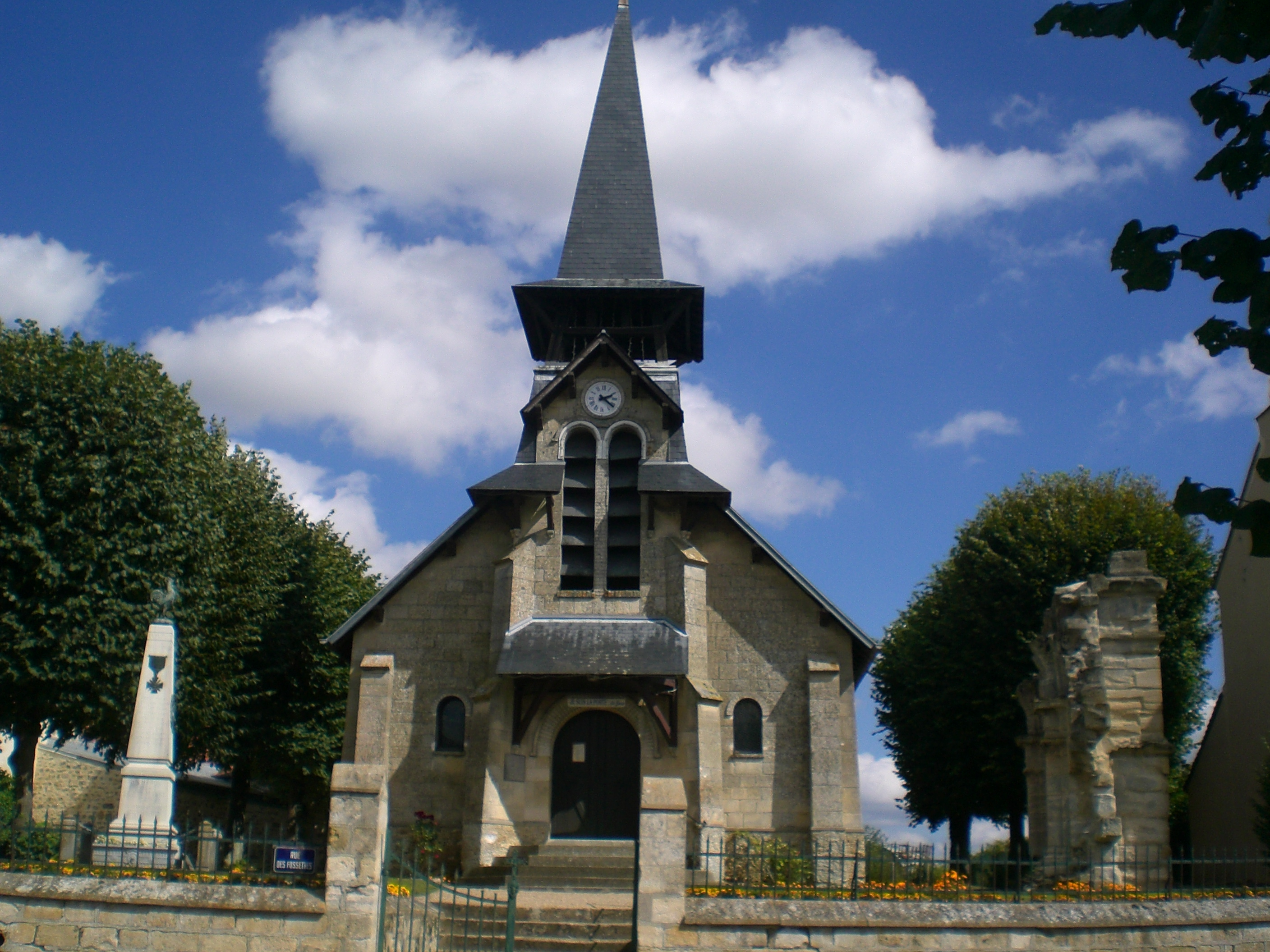
Façade occidentale donnant sur le carrefour.
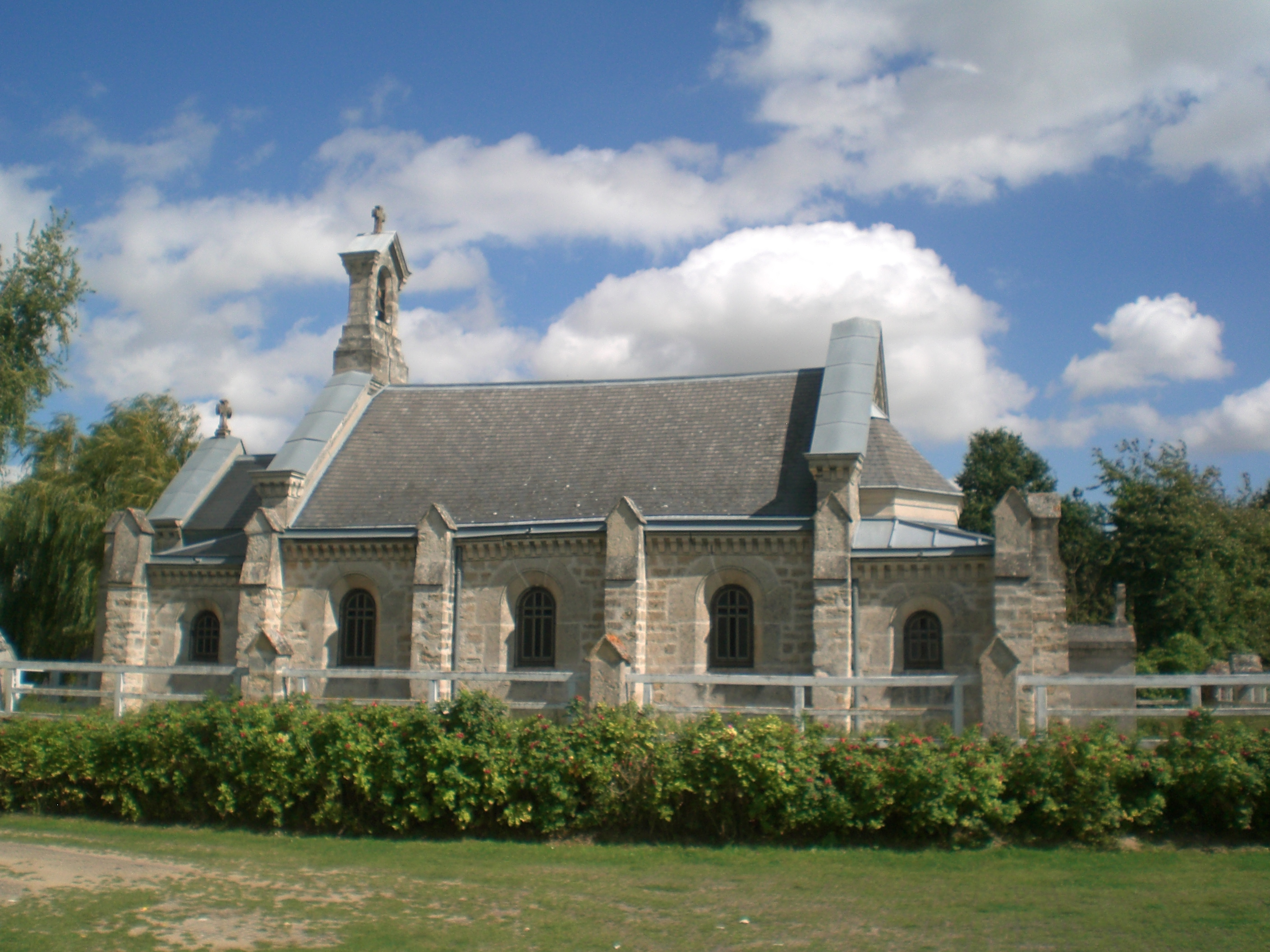
Chapelle Notre-Dame-des-Neiges de Gérocourt.
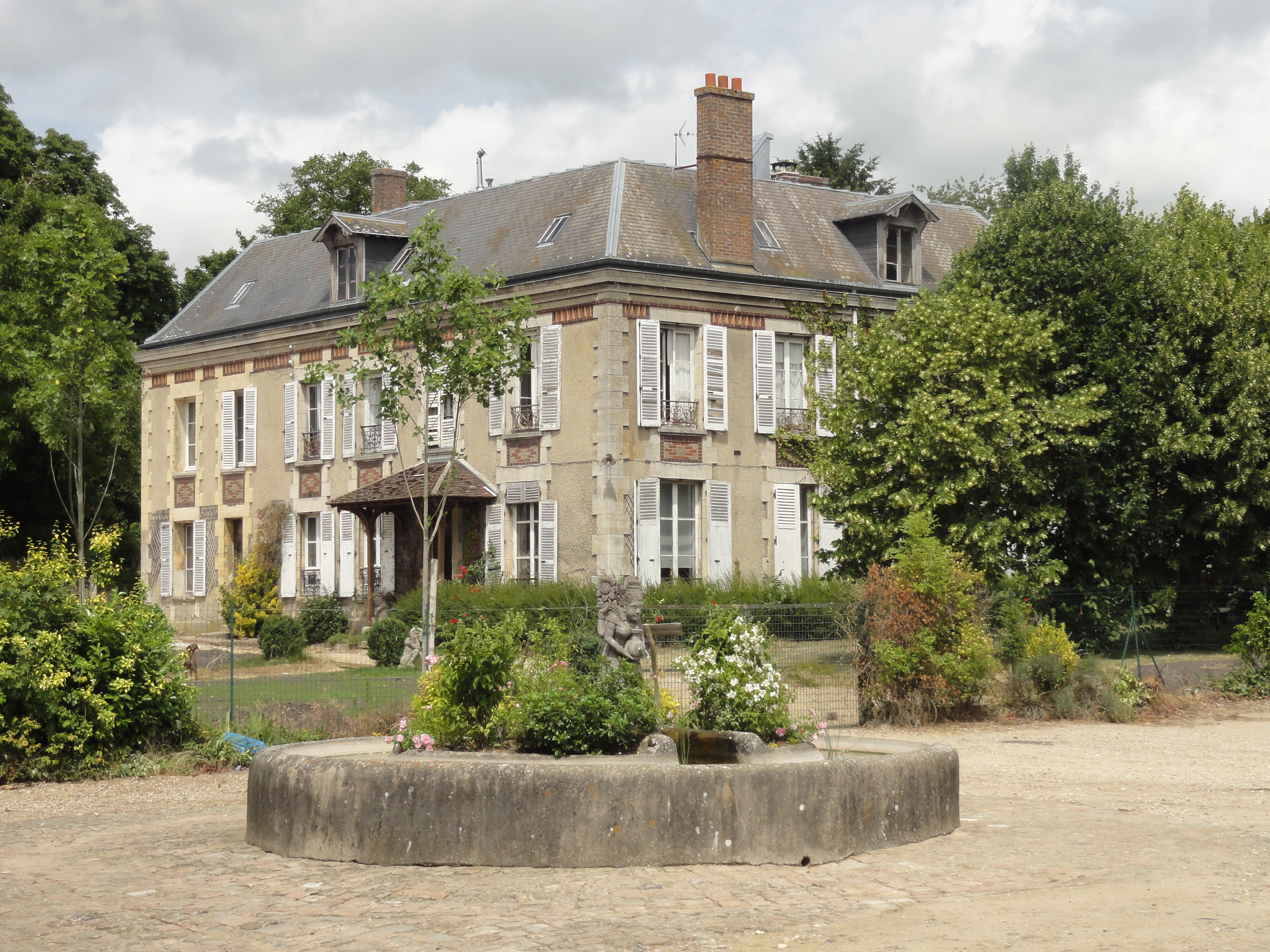
La ferme de Gérocourt

### Personnalités liées à la commune
Fief de la famille Du Blanchy (Dublanchy après la révolution de 1789)

### Héraldique
| Blason de Génicourt | Blason  | De gueules à la bande d'or chargée d'un sarment de vigne ondé de sable, auquel sont liés par un anneau cinq barillets du même ordonnés 2 et 3. |
| Blason de Génicourt | Détails | Armes de la famille Brulart (XVIIIe siècle). Le statut officiel du blason reste à déterminer.                                                  |